# 斯蒂芬·J·本科维奇
斯蒂芬·詹姆斯·本科维奇（英語：Stephen James Benkovic，1938年4月20日—），美国化学家。他是宾夕法尼亚州立大学埃文·普格教授和埃伯利主席。他的研究关注酶促反应和酶抑制剂的发现。1985年他被选为美国国家科学院院士。